# 오광협
오광협(吳光協, 1933년 5월 1일~2023년 10월 31일)은 대한민국의 정치인이다. 제9대 서귀포시장을 지냈다.

## 역대 선거 결과
|  | 36.75% |

|  | 34.53% |

| 전임 송무훈 | 제9대 제주도 서귀포시장 1995년 7월 1일~1998년 6월 30일 | 후임 강상주 |